# Unión Patriótica (Panamá)
Unión Patriótica fue un partido político panameño creado el 5 de octubre de 2006, tras la fusión de los partidos Solidaridad y Partido Liberal Nacional. Fue el cuarto partido político más grande del país, con unos 87.875 adherentes (al 31 de marzo de 2009).

## Elecciones generales de 2009
Fue uno de los ocho partidos que participó en las elecciones generales de Panamá de 2009.
Fueron realizadas las primarias de Unión Patriótica el 27 de julio de 2008. Se eligieron varios cargos, excepto el de Presidente, que ya estaba reservado para el candidato Ricardo Martinelli del Partido Cambio Democrático luego de acordar una alianza una semana antes. Se presentaron 800 precandidatos, en donde se disputaron 13 alcaldías, 151 representantes de corregimiento y 12 diputados. El resto de las circunscripciones fueron negociados con Cambio Democrático, como resultado del acuerdo de alianza.
el 3 de mayo de 2009 se proclama ganadora la Alianza por el Cambio la cual conformaba Unión Patriótica quien Consiguió un 3.4% de los Votos, consiguió 4 diputados a la Asamblea Nacional y 1 en el Parlacen así como 14 Representantes de corregimientos y Una Alcaldía*.

## Unificación
En la tarde del 27 de marzo de 2011, tras la aprobación de su incorporación, el partido político Unión Patriótica se fusionó con el partido oficialista Cambio Democrático, que pasa así a convertirse en el segundo mayor colectivo político del país con 379.000 Adherentes.
| Comicios | Votos  | %    | Diputados | Resultado | Notas                           |
| -------- | ------ | ---- | --------- | --------- | ------------------------------- |
| 2009     | 53,952 | 3.4% | 4/71      | Gobierno  | Dentro de Alianza Por el Cambio |